# Ryō Takeuchi
Ryō Takeuchi (竹内涼?, Takeuchi Ryō; Prefettura di Shizuoka, 8 marzo 1991) è un calciatore giapponese, centrocampista del Fagiano Okayama, di cui è capitano.

## Carriera
Prodotto delle giovanili dell'Hamamatsu Kaiseikan, all'età di 18 anni viene ingaggiato dallo Shimizu S-Pulse. Relegato in panchina per tre stagioni, nel 2012 si trasferisce in prestito secco al Giravanz Kitakyushu, squadra di J2 League, giocando da titolare e collezionando 30 presenze e 3 reti.
Nel 2013 torna in J1 League quando è richiamato dallo Shimizu S-Pulse.